# Aéroport du Golfe de Saint-Tropez - La Môle

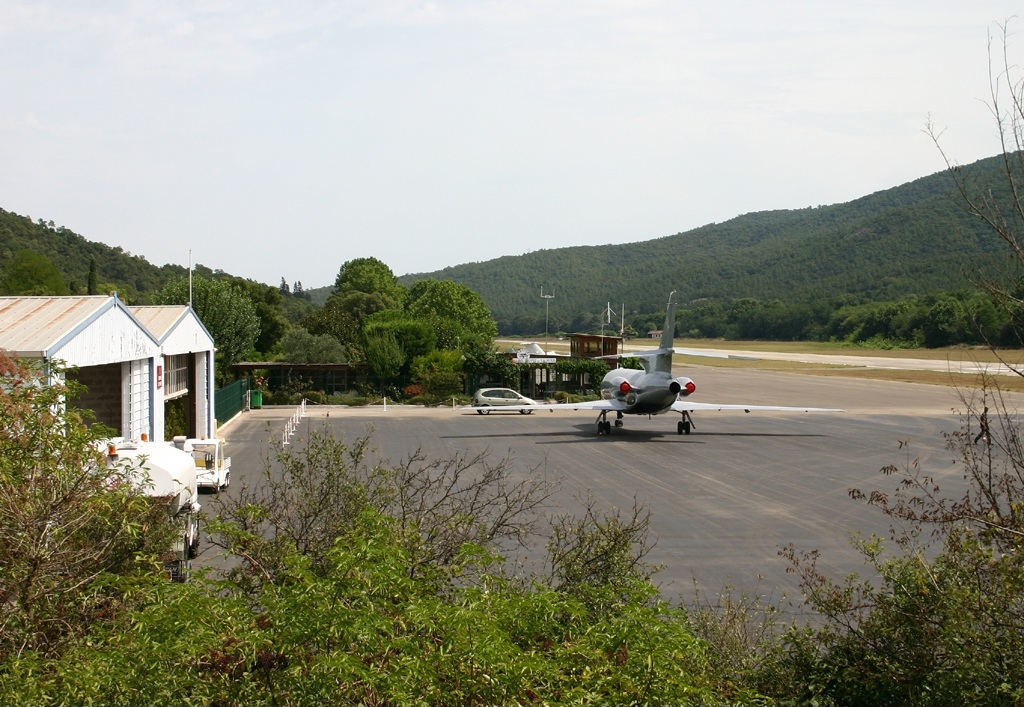
Un Dassault Falcon 50 (JP354367) sur la tarmac de La Môle-Saint-Tropez.

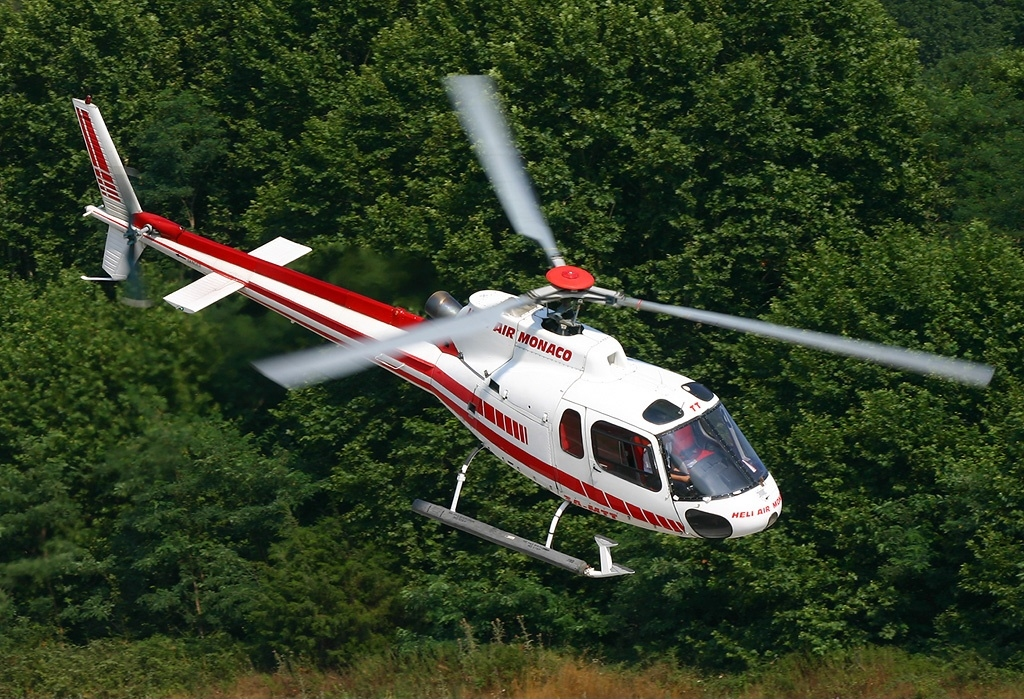
Aérospatiale AS 350B2 Écureuil sur l'aéroport de La Môle-Saint-Tropez.

L’aéroport du Golfe de Saint-Tropez (code IATA : LTT • code OACI : LFTZ) est un aéroport français situé dans la commune de La Môle à quinze kilomètres au sud-ouest de Saint-Tropez, dans le département du Var et la région Provence-Alpes-Côte d’Azur. Il est, de par sa taille, l'un des plus petits aéroports internationaux du monde.

## Histoire
Le 8 août 1964, le comte François Gazeau et Marc Den Bosch créent sur la bande de terre s'étirant entre la nationale d'alors et la rivière, un terrain d'aviation légère et d'affaires. La piste est alors en gazon sur un terrain appartenant au propriétaire du château de La Môle, le baron Charles Boyer de Fonscolombe, qui accepte de le louer en souvenir de Saint-Exupéry dont il est l'un des proches cousins.
Le 15 mars 1973, le terrain est classé "à usage restreint" compte tenu de ses particularités, mais ouvert à tout le monde sur demande de l’exploitant.
Le 30 mai 1983, le terrain d'aviation est inscrit sur la liste 3 des aérodromes français, en catégorie D, destiné à l'aviation de voyage d'affaires, privée et nationale. Charles Boyer de Fonscolombe en garde la propriété foncière et confie le fonctionnement à un gestionnaire.
Début 1990, la S.A. Aéroport du Golfe de Saint-Tropez modernise et développe l’infrastructure existante à La Môle afin de doter le pays du Golfe de Saint-Tropez et la Corniche des Maures d’un aéroport de proximité, complémentaire des grands aéroports de la région.
Le 30 juillet 1991 est publié l'arrêté ministériel certifiant que l’aérodrome est aux normes aéronautiques internationales ; le site est mis en conformité avec les servitudes aéronautiques. Une convention est passée avec l’État, la piste n’est plus privée et reste ouverte 365 jours par an, du lever au coucher du soleil, les vols de nuit étant interdits.
C'est en 1993 que la piste voit sa réfection complète (25 000 m2).
L'année 1994 voit l'ouverture de la première ligne internationale régulière saisonnière avec Genève puis Zurich avec la compagnie suisse Crossair.
Une nouvelle aérogare plus moderne et capable d’accueillir entre 150 et 180 passagers pour accompagner le développement du trafic commercial comme privé est livrée en 1995.
À l'été 1997, la compagnie Lufthansa entre en piste en annonçant trois vols réguliers en provenance et à destination de Munich.
En 1999, ouverture d’un service entre Nice et Saint-Tropez via la compagnie "Air Saint-Tropez" installée à demeure assurant cinq rotations quotidiennes par hélicoptère.
En 2002, la compagnie régionale Airlinair dessert l'aéroport de Saint-Tropez au départ de Nice en ATR-42 pour Air France. En 2000 et 2001, cette liaison se faisait en bateau logoté " Air France".
En juin 2004, la compagnie Suisse Flybaboo assure un service saisonnier régulier avec Genève en Dash-8-300. Flybaboo réalise ce service pendant de nombreuses années. La compagnie est reprise par Darwin Airlines en 2011.  
En 2006, les nouveaux gestionnaires demandent l'utilisation de la piste dans sa totalité afin d'accueillir des avions plus modernes, plus silencieux et moins polluants.
C'est en 2007 que sont livrés un bar–restaurant avec terrasse et la tour de contrôle en remplacement des installations existantes vétustes.
Sauvé de la faillite au milieu des années 1990 par le groupe Michel Reybier (vins et hôtellerie de luxe), l'aéroport international du golfe de Saint-Tropez (AGST) se spécialise dans le tourisme d'affaires et haut de gamme en 2010.
Le 26 juillet 2013, la société Aéroports de la Côte d’Azur (A.C.A.) acquiert  99,9 % des actions de la société Aéroport du Golfe de Saint-Tropez (A.G.S.T.) appartenant au groupe Reybier, actionnaire majoritaire depuis près d’une quinzaine d’années. Le groupe A.C.A (Actionnaires: le consortium franco-italien Azzura "sociétés Atlantia SpA, Aeroporti di Roma SpA et Electricité de France" à 60 % (parts rachetées à l'État français en 2016) - la CCI Nice Côte d'Azur à 25 % - le Conseil régional de Provence-Alpes-Côte d'Azur à 5 % - le Conseil Général des Alpes Maritimes à 5 % - la Ville de Nice à 5 %) est la seconde société aéroportuaire française après Aéroport de Paris,.
Situé entre Cogolin et La Môle, l'aéroport international de Saint-Tropez accueille plus de 4 500 avions soit plus de 9 000 mouvements (70 % des vols à l’année étant privés pour 30 % de vols commerciaux),, pour plusieurs milliers de passagers par an (plus de 8 900 passagers pour 2018), avec un taux de fréquentation de 85 à 90 % pour la période de Pâques jusqu'aux "Voiles de Saint-Tropez" (fin septembre, début octobre). 
Les aéroports alternatifs sont ceux de Toulon-Hyères situé à 46 km, Nice-Cote d'Azur à 78 km et Marseille-Provence à 106 km.
En 2008, des scènes du film Les Randonneurs à Saint-Tropez sont tournées sur l'aéroport de Saint-Tropez. On y voit un Pilatus PC-12 et un Eurocopter AS 350. En 1985, la pochette du single de Pierre Bachelet, En l'an 2001 est une photographie prise sur l'aéroport de la Mole.
Depuis novembre 2017, l'aéroport de La Môle-Saint-Tropez est reconnu comme un point de passage frontalier du 15 juin au 30 septembre.

## Équipements et utilisation
L'aéroport de Saint-Tropez occupe une surface de trente-deux hectares en bordure de l'ex-RN 98 sur la commune de La Môle  au cœur de la forêt des Maures. Il est équipé d'une piste bitumée Est-Ouest 06-24 (QFU 062°/242°) avec balisage lumineux longue de 1 071 mètres mais 930 mètres vraiment utilisable et large de 30 doublée d'un taxiway, d'une aérogare de 750 m2 équipée d'un bar, d'un hangar de 1 200 m2 et d'une aire de stationnement de 24 m2, d'une station service Jet Avgas et d'une station météorologique. Il est adapté aux personnes à mobilité réduite et dispose d'un stationnement de cent places.
L'aérogare permet de traiter un maximum de quarante mille passagers par an. Il est ouvert au trafic civil national, international sur demande formulée 24 heures à l'avance. Il fonctionne principalement de 7 h à 19 h, du lever au coucher du soleil sur demande, et il n'est pas équipé pour fonctionner de nuit (pas de balisage). La piste est également équipée d'un PAPI.
La piste, les taxiways et les postes avions ont été entièrement refait entre novembre 2023 et mai 2024. L'aéroport s'est également préparé au futur en préinstallant un réseau pour alimenter les avions électriques.

## Autres renseignements aéronautiques
- Service AFIS disponible fréquence 118.130. Ouverture en été de 8 h à 19 h et en hiver de 9 h à 17 h.
- District aéronautique : Côte d’Azur.
- BRIA de rattachement : Bordeaux[14].
- SSLIA de niveau 4 permanent et 5 sur demande.
- Restrictions : qualification spéciale décernée par les autorités françaises[17].

## Compagnies aériennes et destinations
| Compagnies             | Destinations                      |
| ---------------------- | --------------------------------- |
| Air Mountain ( Suisse) | En saison : Genève-Cointrin, Sion |

Actualisé le 19/05/2024
Les compagnies Alpine Airlines, Fly7 (maison mère de CaptainJet) et Get1jet basent chacune l'été, un appareil sur l'aéroport.
Air Mountain est présente depuis 2013 et dessert en saison la Suisse (Genève et Sion) avec un Beechcraft King Air 200.

## Statistiques
Le graphique qui aurait dû être présenté ici ne peut pas être affiché car il utilise l'ancienne extension Graph, désactivée pour des questions de sécurité. Des indications pour créer un nouveau graphique avec la nouvelle extension Chart sont disponibles ici.

Voir la requête brute et les sources sur Wikidata.
| Année | Passagers | Mouvements | Mouvements commerciaux | Mouvements non commerciaux |
| ----- | --------- | ---------- | ---------------------- | -------------------------- |
| 2023  | 9 691     | 9 576      | 4 704                  | 4 872                      |
| 2022  | 9 699     | 10 932     | 4 942                  | 5 990                      |
| 2021  | 5 034     | 8 100      | 2 610                  | 5 490                      |
| 2020  | 3 059     | 6 243      | 1 699                  | 4 544                      |
| 2019  | 4 015     | 8 814      | 2 195                  | 6 619                      |
| 2018  | 4 276     | 9 222      | 2 396                  | 6 826                      |
| 2017  | 4 228     | 9 086      | 2 733                  | 6 353                      |
| 2016  | 3 849     | 8 570      | 6 172                  | 2 398                      |
| 2015  | 8 092     | 8 570      | 2 705                  | 5 387                      |
| 2014  | 3 408     | 7 345      | 2 410                  | 4 935                      |
| 2013  | 3 264     | 7 197      | 2 235                  | 4 962                      |
| 2012  | 4 990     | 9 194      | 2 192                  | 7 002                      |
| 2011  | 4 709     | 8 364      | 2 077                  | 6 287                      |
| 2010  | 6 855     | 9 261      | 3 077                  | 6 184                      |
| 2009  | 5 630     | 7 730      | 2 196                  | 5 534                      |
| 2008  | 7 029     | 7 549      | 2 506                  | 5 043                      |
| 2007  | 7 697     | 7 872      | 2 474                  | 5 398                      |
| 2006  | 7 197     | 6 898      | 2 540                  | 4 358                      |
| 2005  | 7 466     | 5 689      | 2 672                  | 3 017                      |
| 2004  | 1 589     | 4 615      | 98                     | 4 517                      |
| 2003  | 4 485     | 14 186     | 1 292                  | 12 894                     |
| 2002  | 15 049    | 6 144      | 2 653                  | 3 491                      |
| 2001  | 11 532    | 5 461      | 1 887                  | 3 574                      |
| 2000  | 12 445    | 5 146      | 2 074                  | 3 072                      |
| Total | 155 288   |            |                        |                            |

## Galerie

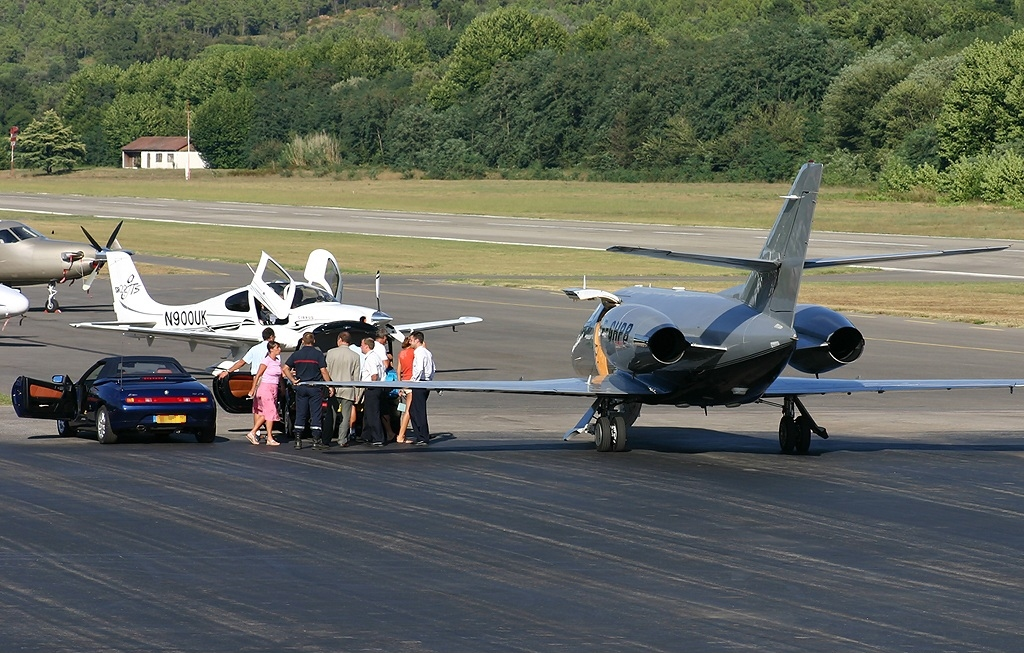
Embarquement à bord d'un Falcon sur le tarmac de Saint-Trop-La Môle.
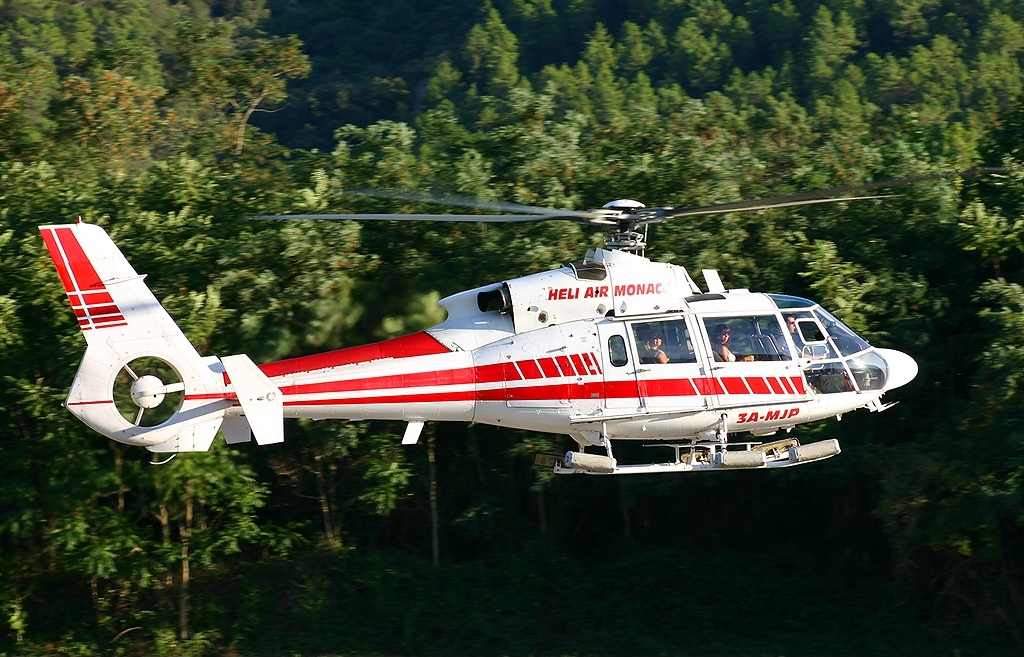
Un Aérospatiale SA 365C3 Dauphin 2 d'Heli Air Monaco à La Môle.
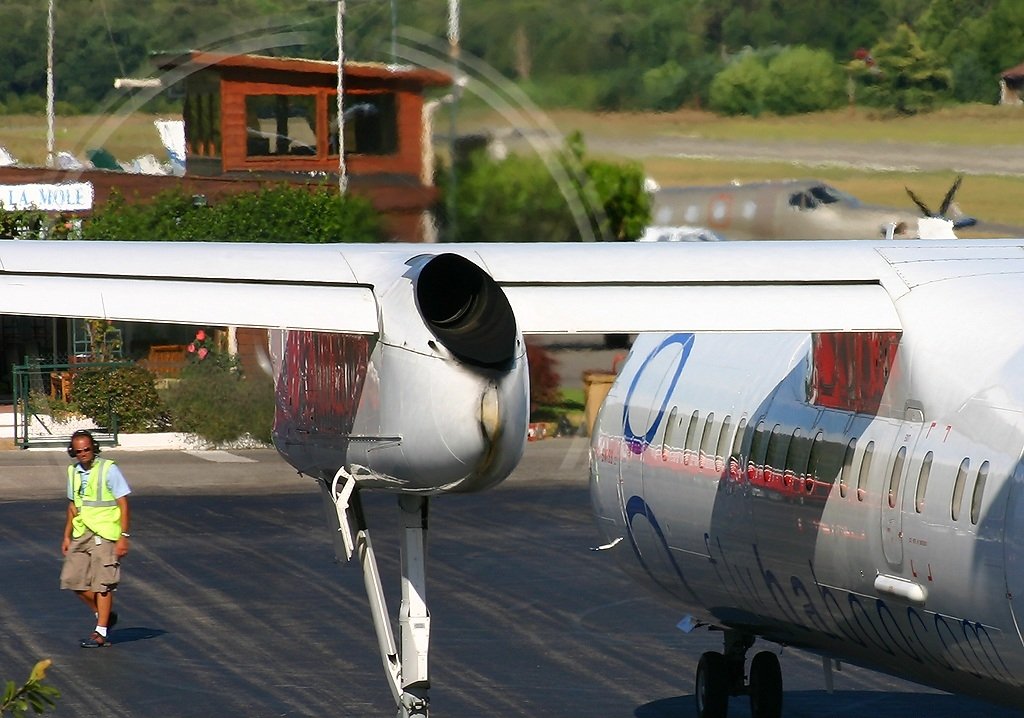
Sur le tarmac de La Môle, un Bombardier Dash 8-315…
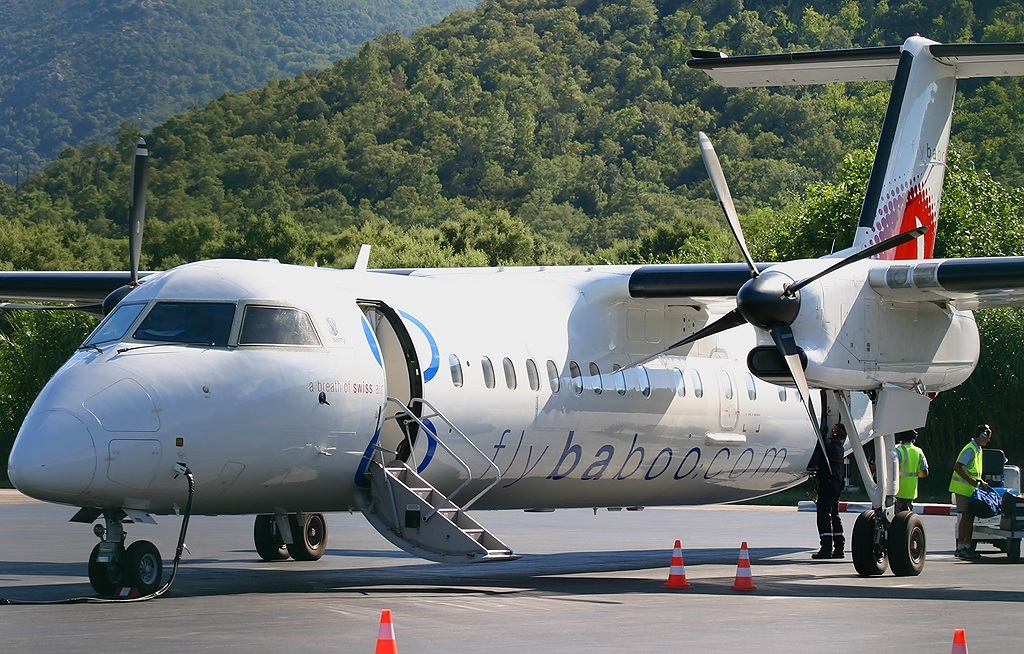
… de l'ancienne compagnie suisse Baboo.
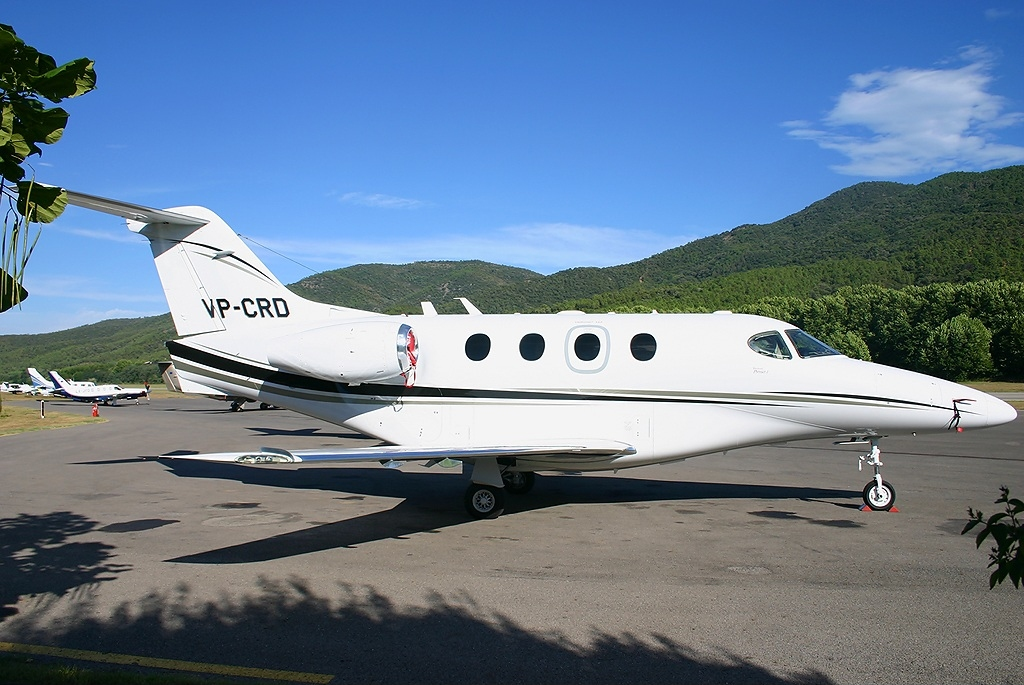
Stationnés sur l'aéroport du Golfe de Saint-Tropez, un Raytheon 390 Premier I …
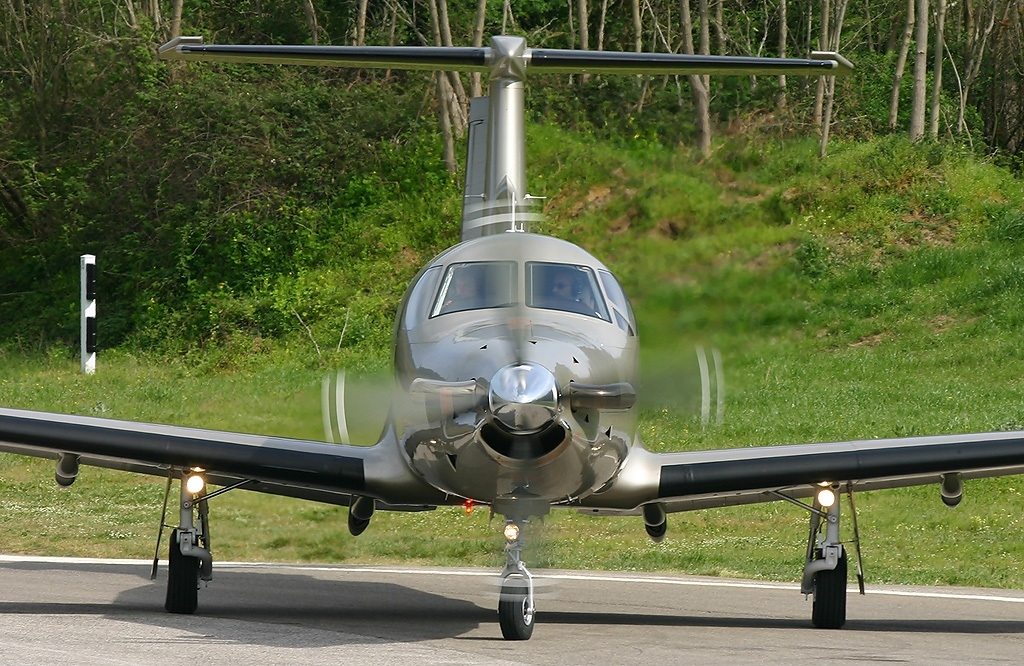
… ainsi qu'un Pilatus PC-12/45 (LX-LAB / s/n 531) …
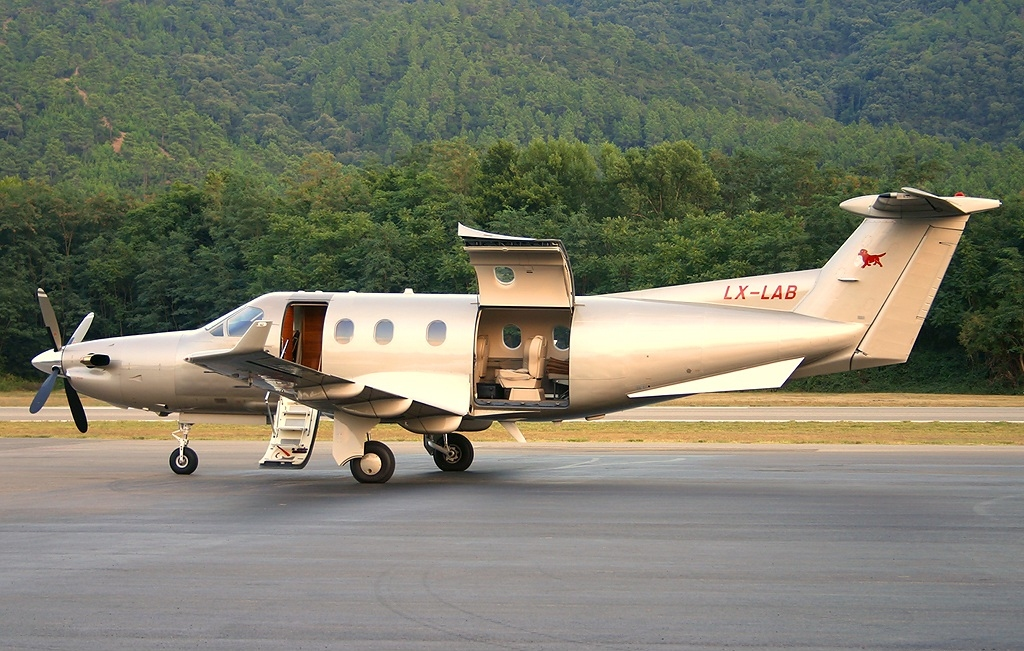
… de la compagnie luxembourgeoise Jetfly Aviation, stationné sur le tarmac.
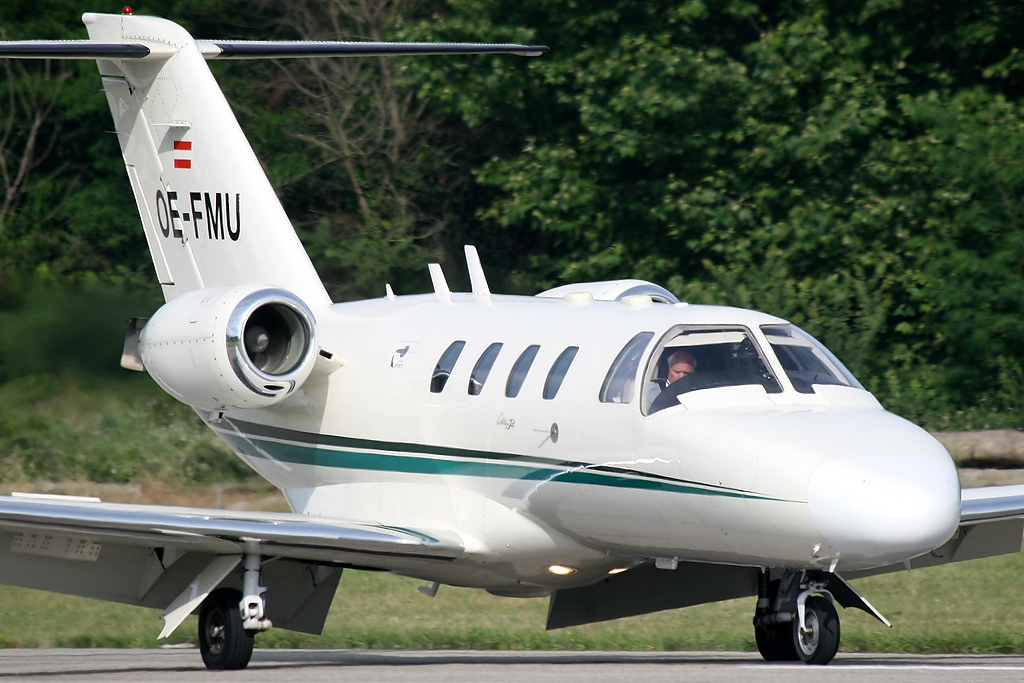
… un Cessna 525 CitationJet 1 de la compagnie Austin Jet, …
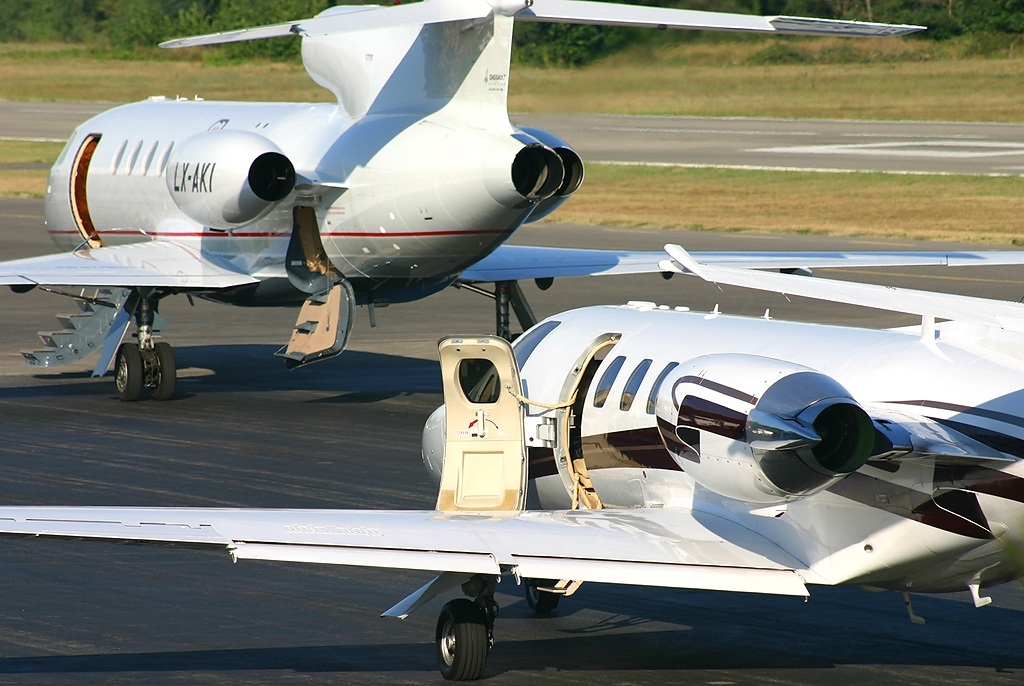
… un Cessna 560 Citation V, …
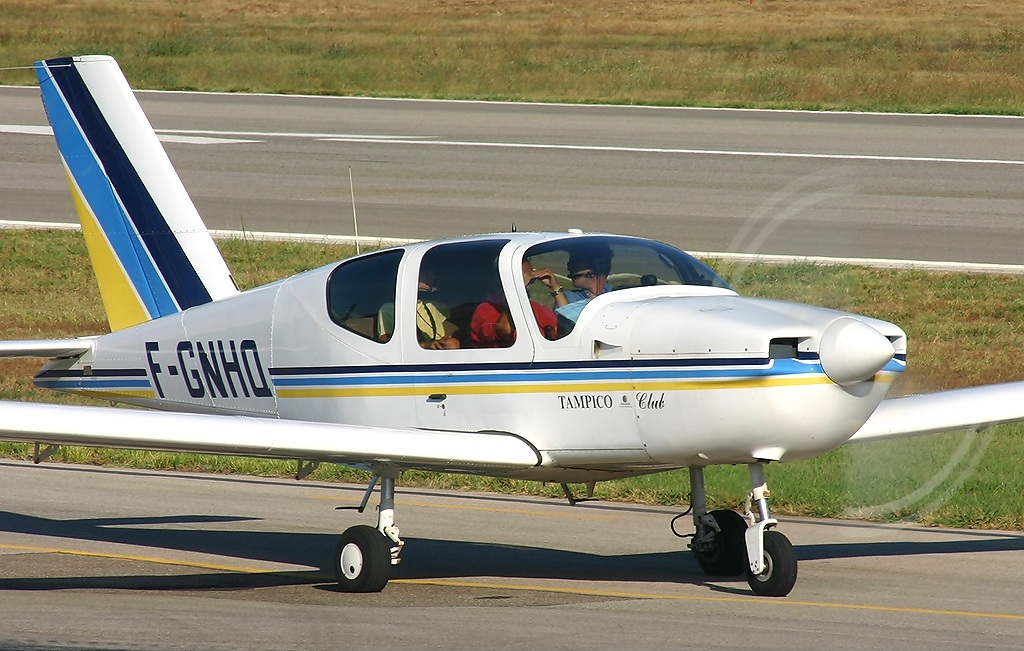
… un Socata TB-9 Tampico Club, …
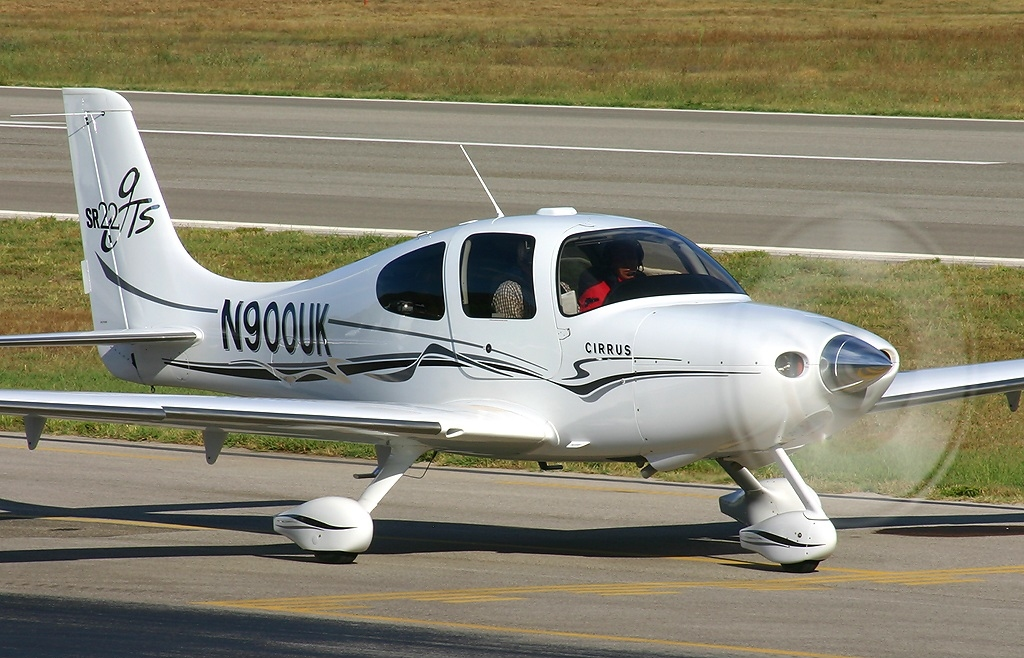
… et un Cirrus SR22.
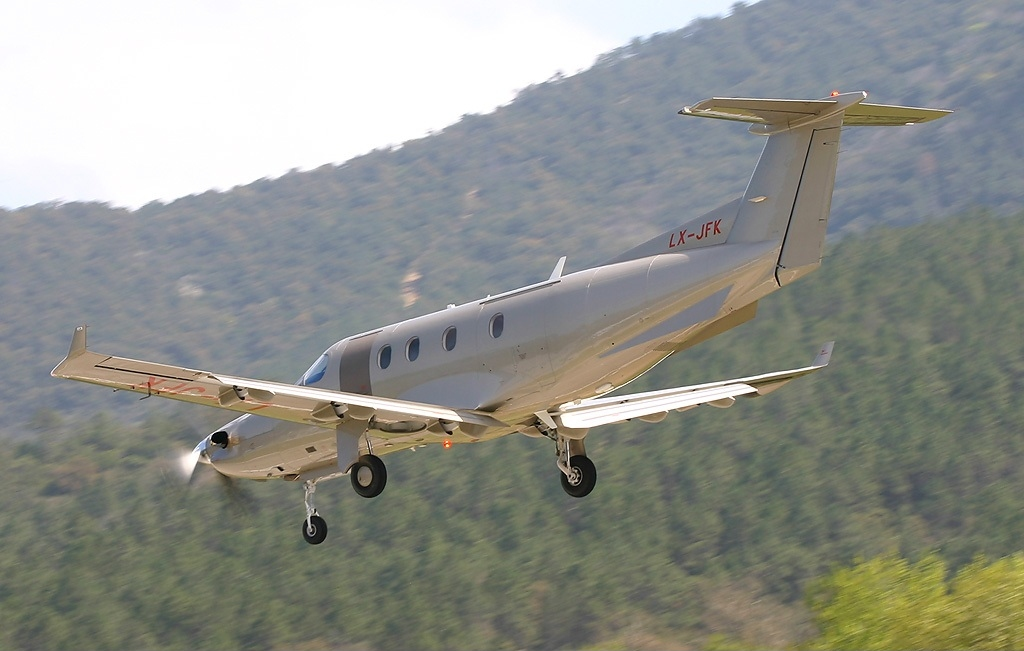
Un Pilatus PC-12/45 en phase d'atterrissage à La Môle…
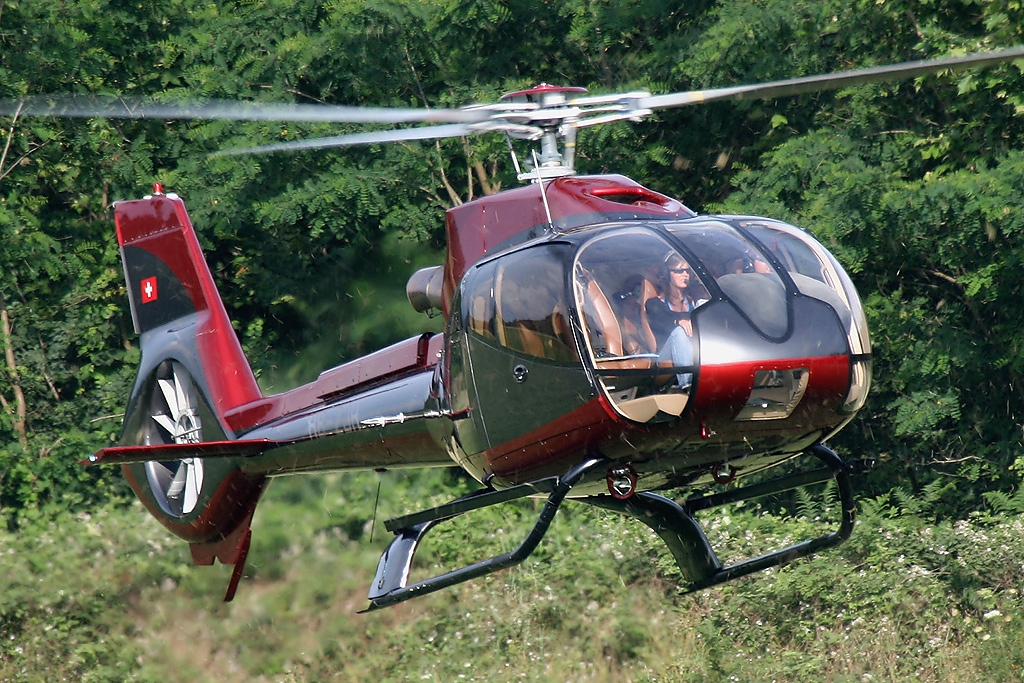
… tout comme un Eurocopter EC 130B4.